# La Chanson de l'exil
La Chanson de l'exil (titre original : Exile's Song) est un roman du Cycle de Ténébreuse, écrit par Marion Zimmer Bradley et Adrienne Martine-Barnes, publié en 1996.